# Epicauta temexa
Epicauta temexa là một loài bọ cánh cứng trong họ Meloidae. Loài này được Adams & Selander miêu tả khoa học năm 1979.